# Genius (série télévisée)
Pour les articles homonymes, voir Genius.
Genius ou Génie au Québec, est une série télévisée dramatique d'anthologie américaine développée par Noah Pink et Ken Biller.
La saison 1 est basée sur le roman Einstein, la vie d'un génie par Walter Isaacson publié en 2007, produite par Brian Grazer et Ron Howard, et diffusée depuis le 25 avril 2017 sur National Geographic Channel. Elle revient sur la vie du physicien allemand Albert Einstein. Elle a été diffusée dans 171 pays et en 45 langues sur leur National Geographic Channel respectif. En France, elle est diffusée la veille de sa diffusion américaine. Elle est diffusée VF au Québec depuis le 4 octobre 2018 sur ICI ARTV et sur le site ICI TOU.TV.
La deuxième saison est centrée sur le peintre Pablo Picasso. La troisième saison est centrée sur la chanteuse Aretha Franklin, et la quatrième sur Martin Luther King & Malcolm X.

## Synopsis
La première saison retrace l’ascension d’Albert Einstein, depuis ses modestes débuts, penseur imaginatif et rebelle, jusqu’à son statut de célébrité mondiale acquis en partie grâce à sa théorie de la relativité. La série pénètre dans l’intimité du savant, révélant ses émotions entre passion et insensibilité, notamment dans ses relations avec ses proches, ses épouses, ses maîtresses mais aussi avec ses enfants. Face à la montée de l’antisémitisme en Europe et de la surveillance par des espions, Einstein lutte en tant que mari et père, mais aussi en tant qu’homme de principes, bien que sa propre vie soit mise en danger. Des échecs de ses débuts à ses avancées académiques majeures, en passant par sa quête difficile de l'amour et des relations humaines, la série brosse un portrait d'Einstein dans toute sa complexité.
La série met en scène plusieurs scientifiques célèbres, qui furent les contemporains d'Albert Einstein :
- Philipp Lenard, ayant obtenu le prix Nobel de physique 1905 pour ses travaux sur les rayons cathodiques ;
- Fritz Haber, chimiste connu pour ses travaux sur l'ammoniac et sur les gaz toxiques utilisés pendant la Première Guerre mondiale ;
- Max Planck, physicien connu pour ses travaux en théorie des quanta, et un des fondateurs de la mécanique quantique ;
- Werner Heisenberg, autre fondateur de la Mécanique quantique ;
- Heinrich Weber, mathématicien spécialiste en algèbre et en théorie des nombres ;
- Marie Curie, prix Nobel de physique 1903 pour ses travaux sur les radiations ; prix Nobel de chimie 1911 pour ses travaux sur le polonium et le radium ;
- Harold Clayton Urey, découvreur du deutérium.

## Distribution

### Saison 1

#### Acteurs principaux
- Geoffrey Rush (VF : Philippe Catoire) : Albert Einstein
- Johnny Flynn (VF : Éric Khanthavixay) : Albert Einstein jeune
- Samantha Colley (en) (VF : Elisabeth Ventura) : Mileva Maric
- Richard Topol (VF : Yann Guillemot) : Fritz Haber
- Michael McElhatton (VF : Jérôme Keen) : Philipp Lenard
- Emily Watson (VF : Isabelle Gardien) : Elsa Einstein
- Claire Rushbrook : Pauline Einstein
- Ralph Brown (VF : Jean-Claude Donda) : Max Planck

#### Acteurs secondaires
- Seth Gabel (VF : Benjamin Boyer) : Michele Besso
- T. R. Knight (VF : Olivier Pages) : J. Edgar Hoover
- Vincent Kartheiser (VF : Yoann Sover) : Raymond Geist
- Shannon Tarbet (en) : Marie Winteler
- Alistair Petrie (VF : Gérard Darier) : Heinrich Weber
- Predrag Bjelac (VF : Hervé Jolly) : Milos Maric
- Robert Lindsay (VF : Jean-Pol Brissart) : Hermann Einstein
- Helen Monks (en) (VF : Chloé Renaud) : Maja Einstein
- Eugene Simon (VF : Brice Ournac) : Eduard Einstein
- Klára Issová (cs) (VF : Pamela Ravassard) : Marie Curie
- Jolyon Coy (VF : Pierre Tessier) : Max Laue
- Rod Hallett (VF : Stéphane Ronchewski) : Dr Carl Jung
- Christian Rubeck (VF : Alexis Victor) : Werner Heisenberg
- Gwendolyn Ellis (VF : Anne Tilloy) : Elsa Einstein jeune
- George Webster (en) (VF : Maxime Baudouin) : Julius Winteler
- Alicia von Rittberg (VF : Claire Baradat) : Anna Winteler
- Lucy Russell (VF : Marie-Madeleine Burguet-Le Doze) : Pauline Winteler
- Stewart Alexander (VF : Jérôme Pauwels) : Harold Urey
- David Dencik (VF : Yann Peira) : Niels Bohr
- Joshua Akehurst (VF : Benjamin Gasquet) : Hans Albert Einstein
- Dixie Egerickx (VF : Pauline Ziade) : Alice Edwards
- Jon Fletcher : Marcel Grossmann

### Saison 2

#### Acteurs principaux
- Antonio Banderas (VF : Bernard Gabay) : Pablo Picasso
- Clémence Poésy (VF : Anne-Charlotte Piau) : Françoise Gilot
- Alex Rich (VF : François Santucci) : Pablo Picasso jeune
- Robert Sheehan (VF : Julien Allouf) : Carles Casagemas
- Poppy Delevingne : Marie-Thérèse Walter
- Aisling Franciosi (VF : Emmylou Homs) : Fernande Olivier
- Sebastian Roché (VF : Emmanuel Gradi) : Emile Gilot
- Samantha Colley (VF : Stéphanie Hédin) : Dora Maar
- Seth Gabel (VF : Alexandre Gillet) : Guillaume Apollinaire
- Simon Buret : Jean Cocteau
- T. R. Knight (VF : Thierry Wermuth) : Max Jacob
- Johnny Flynn : Alain Cuny
- Charlie Carrick (VF : Thomas Roditi) : Manuel Pallares
- Kerr Logan (VF : Eilias Changuel) : Georges Braque

#### Acteurs secondaires
- Tchéky Karyo (VF : Philippe Catoire) : Henri Rousseau
- Eileen O'Higgins (VF : Charlotte Hervieux) : Eva Gouel
- Tracee Chimo : Gertrude Stein
- Iddo Goldberg : Leo Stein
- Andrew Buchan : Henri Matisse
- Vladimir Consigny : Jacquemetton
- Grégoire Oestermann : Soulie
- Stéphane Caillard : Geneviève Aliquot
- Jordi Mollà : Dr Salvador Ruiz
- Margaux Chatelier : Geneviève Laporte
- Pascale Arbillot : Emilie-Marguerite Walter
- Emile Feltesse : Jean Renoir
- Daisy May : Marie Laurencin
- Lucas Englander : Daniel-Henry Kahnweiler

### Saison 3

#### Acteurs principaux
- Cynthia Erivo (VF : Corinne Wellong) : Aretha Franklin
- Shaian Jordan : Aretha Franklin jeune
- Courtney B. Vance (VF : Rody Benghezala) : C. L. Franklin
- David Cross (VF : Marc Perez) : Jerry Wexler
- Malcolm Barrett (VF : Diouc Koma) : Ted White
- Patrice Covington : Erma Franklin
- Kimberly Hébert Gregory (en) (VF : Annie Milon) : Ruth Bowen (en)
- Rebecca Naomi Jones (en) : Carolyn Franklin (en)

#### Acteurs secondaires
- Pauletta Washington : Rachel Franklin
- Aubriana Davis : Erma jeune
- Steven G. Norfleet : Cecil Franklin
- Sydney Hunter : Carolyn jeune
- Tina Fears : Clara Ward
- Antonique Smith : Barbara Franklin
- Marque Richardson (en) : King Curtis
- Braelyn Edwards : Clarence
- Tyler Richardson : Edward
- Omar J. Dorsey : James Cleveland
- T.I. (VF : Jean-Baptiste Anoumon) : Ken Cunningham
- Jerren Jackson : Little Teddy
- Willie Repoley : Tom Dowd
- Drake Strickland : Cecil jeune
- Luke James (en) : Glynn Turman

### Saison 4

#### Acteurs principaux
- Kelvin Harrison Jr. : Martin Luther King Jr.
- Aaron Pierre : Malcolm X
- Weruche Opia : Coretta Scott King
- Jayme Lawson : Betty Shabazz
- Ron Cephas Jones : Elijah Muhammad
- Gary Carr : Clyde X (en)
- Hubert Point-Du Jour : Ralph Abernathy

#### Acteurs secondaires
- Jalyn Hall : Martin Luther King Jr., jeune
- Lennie James : Martin Luther King Sr.
- LisaGay Hamilton : Alberta Williams King
- Ashley Romans : Ella Mae
- Donal Logue : Strom Thurmond
- Griffin Matthews : Bayard Rustin
- Sasha Compère : Juanita Abernathy (en)
- John C. McGinley : le président Lyndon B. Johnson

## Production

### Développement
Le 18 avril 2018, NGC a initialement envisagé la troisième saison sur l'autrice Mary Shelley, mais en octobre, change le sujet pour la chanteuse Aretha Franklin décédée deux mois plus tôt en août 2018 dont Cynthia Erivo en tiendra le rôle principal.

### Tournage
La saison 1 a été tournée à Prague, en République tchèque durant l'été 2016.

### Fiche technique
- Titre original et français : Genius
- Réalisation : Ron Howard, Minkie Spiro, James Hawes, Kevin Hooks, Ken Biller
- Scénaristes : Walter Isaacson, Raf Green, Noah Pink
- Direction artistique : Pavel Tatar, Martina Ter-Akopowá, Andrew Rothschild
- Costumes : Sonoo Mishra
- Photographie : Mathias Herndl
- Montage : Steven Fine
- Casting : Rose Wicksteed
- Musique : Lorne Balfe
- Production : Brian Grazer, Ron Howard, Francie Calfo, Ken Biller, Gigi Pritzker, Rachel Shane, Jeff Cooney
- Sociétés de production : EUE / Sokolow, Fox 21 Television Studios, Imagine Television, OddLot Entertainment (en)
- Sociétés de distribution : National Geographic
- Pays d'origine : États-Unis
- Langue originale : anglais
- Format : couleur, 16:9 Full HD
- Genre : biopic, dramatique, historique
- Nombre de saisons :
- Nombre d'épisodes :
- Durée : 1 x 64 minutes puis 9 x 50 minutes
- Dates de diffusion :

Saison 1
- -  24 avril 2017
  -  25 avril 2017

Saison 2
- -  23 avril 2018

## Épisodes

### Première saison:Einstein(2017)
| Numéro d'épisode | Titre original | Réalisateur  | Synopsis | Date de diffusion |
| ---------------- | -------------- | ------------ | --- | ----------------- |
| 01               | Chapter One    | Ron Howard   | Amours. Famille. L’« establishment » académique. Un antisémitisme croissant. Albert Einstein fait face à de nombreux défis dans sa course à la renommée scientifique.                                                                      | 25 avril 2017     |
| 02               | Chapter Two    | Minkie Spiro | Einstein découvre la vie universitaire de Zurich, où il se fait des amis et rencontre l’unique étudiante du campus, la brillante mais réservée Mileva Maric, d’origine serbe.                                                              | 2 mai 2017        |
| 03               | Chapter Three  | Minkie Spiro | Einstein tente de trouver un équilibre entre ses responsabilités personnelles et ses envies profondes. | 9 mai 2017        |
| 04               | Chapter Four   | Kevin Hooks  | Einstein et Mileva jonglent entre leur vie de famille et la volonté de se faire une place au sein de la communauté scientifique. | 16 mai 2017       |
| 05               | Chapter Five   | Kevin Hooks  | Einstein trouve son rythme en tant que professeur, croise la route d’un autre scientifique de talent et fait une avancée majeure grâce à sa théorie de la relativité – se pourrait-il que la religion précipite sa chute ?                 | 23 mai 2017       |
| 06               | Chapter Six    | James Hawes  | Einstein entame une liaison avec sa cousine germaine Elsa et cherche à prouver sa théorie de la relativité, tandis que le chaos de la Première Guerre mondiale s’abat sur l’Europe.                                                        | 30 mai 2017       |
| 07               | Chapter Seven  | James Hawes  | Entraîné dans un conflit politique, Einstein se dispute avec Lenard quand celui-ci refuse de fabriquer des armes. Lorsque les frontières se ferment, Einstein ne peut plus rejoindre ses fils, au moment où ils ont le plus besoin de lui. | 6 juin 2017       |
| 08               | Chapter Eight  | Ken Biller   | Einstein et Elsa sont surveillés par les autorités américaines, à la demande de J. Edgar Hoover, tandis qu’ils préparent leur visite aux États-Unis.                                                                                       | 13 juin 2017      |
| 09               | Chapter Nine   | Ken Biller   | Alors que les États-Unis et la Russie l’espionnent, Einstein doit mettre de côté son légendaire pacifisme, puisque que la Seconde Guerre mondiale et la menace de l’arme atomique se profilent.                                            | 20 juin 2017      |
| 10               | Chapter Ten    | Ken Biller   | À l’apogée de sa vie et de sa carrière, Einstein prend conscience de l’héritage qu’il laisse. | 20 juin 2017      |

### Deuxième saison:Picasso(2018)
Composée de dix épisodes, elle a été diffusée à partir du 24 avril 2018.
Les épisodes n'ont pas de noms (en Version Originale : "Chapter One" to "Chapter Ten")

### Troisième saison:Aretha(2021)
Elle est diffusée en mars 2021.
1. Titre français inconnu (Respect)
2. Titre français inconnu (Until The Real Thing Comes Along)
3. Titre français inconnu (Do Right Woman)
4. Titre français inconnu (Unforgettable)
5. Titre français inconnu (Young, Gifted and Black)
6. Titre français inconnu (Amazing Grace)
7. Titre français inconnu (Chain of Fools)
8. Titre français inconnu (No One Sleeps)

### Quatrième saison:Martin Luther King & Malcolm X(2024)
Elle est diffusée en février 2024.
1. Titre français inconnu (Graduation)
2. Titre français inconnu (Who We Are)
3. Titre français inconnu (Protect Us)
4. Titre français inconnu (Watch the Throne)
5. Titre français inconnu (Matriarchs)
6. Titre français inconnu (The American Promise)
7. Titre français inconnu (The Sword and the Shield)
8. Titre français inconnu (Can You Imagine)